# Wałowa (Pasieka Otfinowska)
Wałowa – część wsi Pasieka Otfinowska w Polsce, położona w województwie małopolskim, w powiecie tarnowskim, w gminie Żabno.
W latach 1975–1998 Wałowa położona była w województwie tarnowskim.